# Odznaka „Zasłużony Pracownik Przemysłu Spożywczego i Skupu”
Odznaka „Zasłużony Pracownik Przemysłu Spożywczego i Skupu” – polskie odznaczenie resortowe ustanowione 9 czerwca 1972 i nadawane przez Ministra Przemysłu Spożywczego i Skupu, w formie dwustopniowej (złotej i srebrnej) odznaki, w uznaniu zasług za wieloletnią i ofiarną pracę w uspołecznionym przemyśle spożywczym i skupie płodów rolnych. Została wycofana 18 czerwca 1990.

## Kryteria nadawania
Odznakę srebrną mogła uzyskać osoba, która przepracowała nieprzerwanie co najmniej 10 lat w resorcie przemysłu spożywczego i skupu lub w przemyśle spożywczym i służbie skupu innych jednostek państwowych albo
jednostek spółdzielczych bądź w terenowych organach państwowej administracji skupu.
Odznakę złotą mogła uzyskać osoba, która przepracowała nieprzerwa nie co najmniej 15 lat w jednostkach wymienionych powyżej lub osoba, która już posiadała odznakę srebrną, przy czym w tym wypadku odznaka złota nie mogła, być nadana wcześniej niż po upływie 3 lat od czasu przyznania odznaki srebrnej.
W szczególnie uzasadnionych wypadkach mogła być przyznana odznaka srebrna lub złota bez przepracowania tych okresów i bez uzależnienia od otrzymania uprzednio odznaki niższego stopnia,
Odznaka mogła być przyznawana tej samej osobie wielokrotnie.

## Wygląd odznaki
Odznaka wykonana była z metalu, w kształcie koła zębatego z czterema przeciwlegle występującymi kłosami. Na obwodzie koła umieszczony był napis "ZASŁUŻONY PRACOWNIK PRZEMYSŁU SPOŻYWCZEGO I SKUPU". Wewnątrz koła z czerwonej emalii widniał stylizowany zarys zakładu przemysłowego. Poszczególne elementy odznaki miały barwy koloru srebrnego dla odznaki srebrnej i koloru złotego dla odznaki złotej. Wysokość i szerokość odznaki wynosiły 35 mm. Na odwrotnej stronie odznaki umieszczony był poziomy napis „MINISTERSTWO PRZEMYSŁU SPOŻYWCZEGO I SKUPU”. Odznaka zawieszona była na metalowej zawieszce, odpowiednio koloru złotego lub srebrnego, w kształcie prostokąta o wymiarach 19 mm × 8 mm, z dwoma paskami poziomymi z emalii koloru białego i czerwonego połączonej z odznaką trzyczęściowym ogniwem.